# 桂林市宁远小学
桂林市宁远小学位于广西壮族自治区桂林市象山区安新小区内。1991年9月建校，现拥有24个教学班，69名教职员工，占地面积8000余平方米。